# Alocodesmus mammatus
Alocodesmus mammatus är en mångfotingart som beskrevs av Carl Graf Attems 1943. Alocodesmus mammatus ingår i släktet Alocodesmus och familjen Chelodesmidae. Inga underarter finns listade i Catalogue of Life.